# Comeniushaus

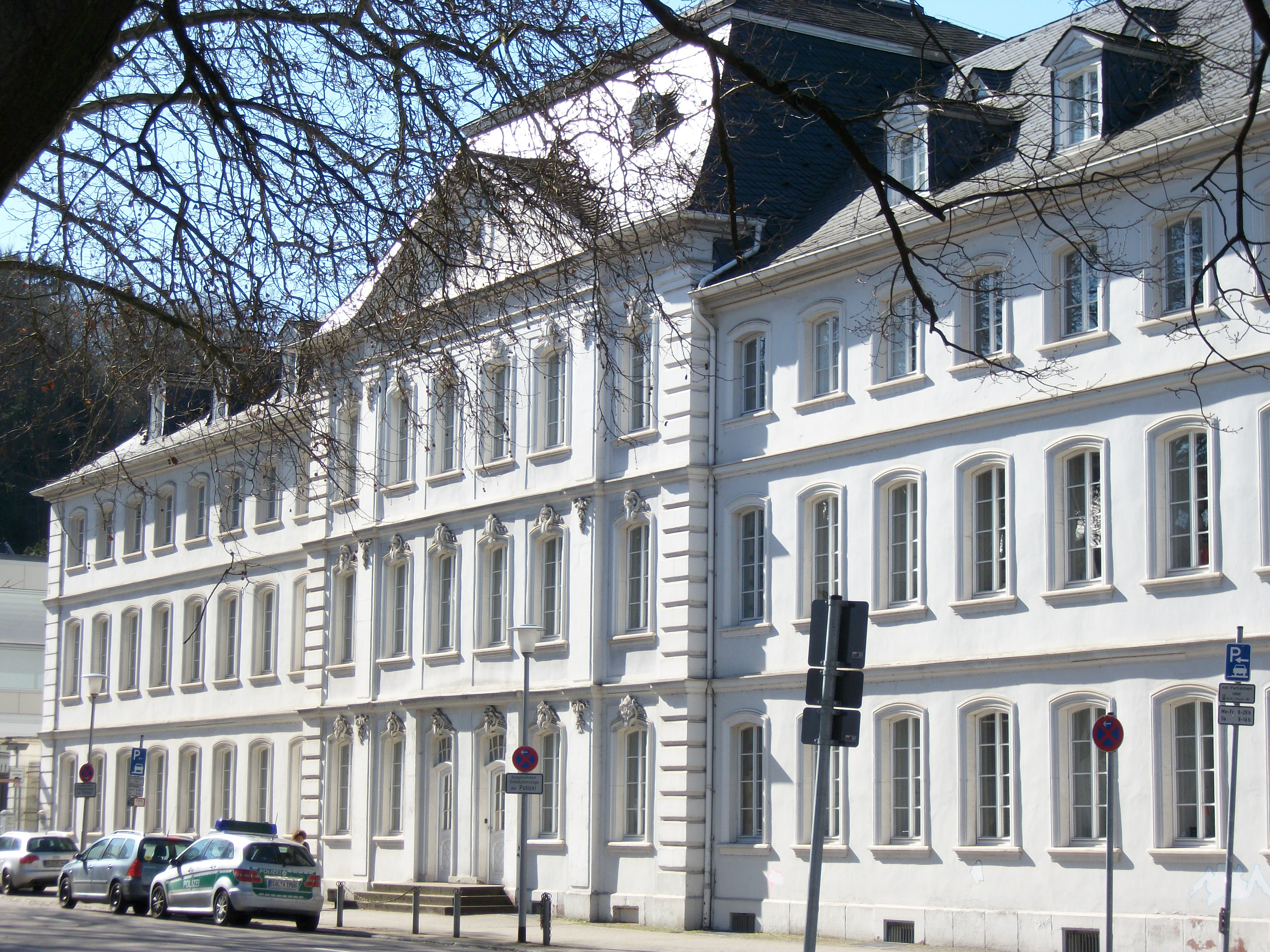
Straßenfassade des Comeniushauses

Das Comeniushaus in der Saarbrücker Keplerstraße ist Sitz der Hochschule der Bildenden Künste Saar (HBK Saar). Es steht als Baudenkmal unter Denkmalschutz.

## Geschichte
Das Barockgebäude wurde in den Jahren 1765 bis 1769 nach einem Entwurf von Friedrich Joachim Stengel für Fürst Wilhelm Heinrich am westlichen Ende des von der Ludwigskirche dominierten Ludwigsplatzes erbaut. Es diente zunächst als Hospital, sowie als Waisen-, Zucht- und Arbeitshaus. Zur Franzosenzeit ab 1793 und bis zum Ende der Koalitionskriege fand es Verwendung als Militärlazarett. Im 19. Jahrhundert wurde das Gebäude Kaserne der in Saarbrücken stationierten Dragoner, Anfang des 20. Jahrhunderts staatliches Museum. 1936 bis 1944 bezog das Ludwigsgymnasium die Räume.
Bei einem Fliegerangriff vom 5. auf den 6. Oktober 1944 brannte es völlig nieder und wurde in den Jahren 1949 bis 1953 unter Leitung des Architekten Hans Koellmann wiederaufgebaut. Dabei wurde die Fassade originalgetreu hergestellt, das Innere jedoch verändert. 1956 zog die neu gegründete Comenius-Hochschule in das Gebäude, von der es auch seinen Namen erhielt, der auf den tschechischen Philosophen, Theologen und Pädagogen Johann Amos Comenius zurückgeht. Von 1970 bis 1983 war in dem Gebäude die Oberstufe des benachbarten Ludwigsgymnasiums untergebracht. Danach wurde das Gebäude umgebaut und Sitz der 1989 neu gegründeten HBK Saar, die aus der 1946 gegründeten Staatlichen Schule für Kunst und Handwerk hervorgegangen ist.

## Architektur
Das Gebäude ist ein zweiflügeliger, traufständiger Putzbau mit drei Geschossen. Im Zentrum steht ein Kernbau mit hohem Mansarddach und sechs Achsen. Im Erdgeschoss nehmen die beiden inneren Achsen je eine einflügelige Tür mit Oberlicht auf. Pilaster und Lisenen gliedern den Bau, die Geschossgesimse setzen sich bis in die Seitenflügel fort. Die vier inneren Fensterachsen im Kerngebäude sitzen in einem leicht vorspringenden Mittelrisalit, der sich bis in einen Dreiecksgiebel mit Okulus fortsetzt. Ein Gebälk mit Traufgesims schließt den Baukörper im Zentrum ab. Fenster und Türen sind mit deutlich profilierten Faschen geschmückt, im Kernbau außerdem mit floralen Motiven anstelle eines Schlusssteines. Die beiden Seitenflügel besitzen je acht Achsen und sind streng symmetrisch aufgebaut.
Über das Hauptportal betritt man eine große Halle, die Erdgeschoss und erstes Obergeschoss des Kernbaus einnimmt. In ihr spannt sich eine Betondecke frei aus und bildet einen Umgang, den man über zwei geschwungenen Treppen betreten kann.
Hinter dem Gebäude legte Koellmann einen U-förmigen, eingeschossigen Gebäuderiegel mit flach geneigten Satteldächern an. Die Gebäude dienen bis heute als Ateliers und Unterrichtsräume. In den Gebäuden wurden Trümmer des alten Barockbaus eingearbeitet. Große Fensterfronten belichten das Innere großzügig.